# Olios albinus
Olios albinus är en spindelart som beskrevs av Fox 1937. Olios albinus ingår i släktet Olios och familjen jättekrabbspindlar. Inga underarter finns listade i Catalogue of Life.